# Devin Booker (basketballer, 1996)
Devin Armani Booker (Grand Rapids, 30 oktober 1996) is een Amerikaans basketballer. 

## Carrière
Booker speelde collegebasketbal voor de Kentucky Wildcats van 2014 tot 2015. In de NBA draft van 2015 werd hij als dertiende gekozen in de eerste ronde door de Phoenix Suns. In zijn eerste seizoen werd hij bijna meteen een starter en was aan het einde van het seizoen NBA All-Rookie First Team. Booker maakte op 24 maart 2017 als jongste speler in de geschiedenis zeventig punten in één NBA-wedstrijd. Hij was daarbij de zesde ooit die dit presteerde, na Wilt Chamberlain, Kobe Bryant, David Thompson, Elgin Baylor en David Robinson.
In 2018 won hij het NBA Three-Point Contest. In 2020 werd hij voor het eerst NBA All-Star en won ook goud op de Olympische Spelen een jaar later. In 2022 werd hij voor een derde keer NBA All-Star en werd verkozen tot All-NBA First Team.

## Erelijst
- NBA All-Star: 2020, 2021, 2022
- NBA All-Rookie First Team: 2016
- All-NBA First Team: 2022
- All-NBA Third Team: 2024
- NBA Three-Point Contest: 2018
- Olympische Spelen:  2020

## Statistieken

### Reguliere Seizoen
| Seizoen      | Team         | WG  | WS  | MPW  | 2P%  | 3P%  | FW%  | RPW | APW | SPW | BPW | PPW  |
| ------------ | ------------ | --- | --- | ---- | ---- | ---- | ---- | --- | --- | --- | --- | ---- |
| 2015/16      | Phoenix Suns | 76  | 51  | 27,7 | 42,3 | 34,3 | 84,0 | 2,5 | 2,6 | 0,6 | 0,3 | 13,8 |
| 2016/17      | Phoenix Suns | 78  | 78  | 35,0 | 42,3 | 36,3 | 83,2 | 3,2 | 3,4 | 0,9 | 0,3 | 22,1 |
| 2017/18      | Phoenix Suns | 54  | 54  | 34,5 | 43,2 | 38,3 | 87,8 | 4,5 | 4,7 | 0,9 | 0,3 | 24,9 |
| 2018/19      | Phoenix Suns | 64  | 64  | 35,0 | 46,7 | 32,6 | 86,6 | 4,1 | 6,8 | 0,9 | 0,2 | 26,6 |
| 2019/20      | Phoenix Suns | 70  | 70  | 35,9 | 48,9 | 35,4 | 91,9 | 4,2 | 6,5 | 0,7 | 0,3 | 26,6 |
| 2020/21      | Phoenix Suns | 67  | 67  | 33,9 | 48,4 | 34,0 | 86,7 | 4,2 | 4,3 | 0,8 | 0,2 | 25,6 |
| 2021/22      | Phoenix Suns | 68  | 68  | 34,5 | 46,6 | 38,3 | 86,8 | 5,0 | 4,8 | 1,1 | 0,4 | 26,8 |
| 2022/23      | Phoenix Suns | 53  | 53  | 34,6 | 49,4 | 35,1 | 85,5 | 4,5 | 5,5 | 1,0 | 0,3 | 27,8 |
| Carrière     | Carrière     | 530 | 505 | 33,8 | 46,1 | 35,6 | 86,8 | 4,0 | 4,8 | 0,8 | 0,3 | 23,9 |
| NBA All-Star | NBA All-Star | 2   | 0   | 24,5 | 46,2 | 15,4 | —    | 4,5 | 1,0 | 2,0 | 0,5 | 13,0 |

### Play-offs
| Seizoen  | Team         | WG | WS | MPW  | 2P%  | 3P%  | FW%  | RPW | APW | SPW | BPW | PPW  |
| -------- | ------------ | -- | -- | ---- | ---- | ---- | ---- | --- | --- | --- | --- | ---- |
| 2020/21  | Phoenix Suns | 22 | 22 | 40,4 | 44,7 | 32,1 | 90,5 | 5,6 | 4,5 | 0,8 | 0,2 | 27,3 |
| 2021/22  | Phoenix Suns | 10 | 10 | 36,6 | 45,1 | 43,1 | 88,7 | 4,8 | 4,4 | 0,5 | 0,4 | 23,3 |
| 2022/23  | Phoenix Suns | 11 | 11 | 41,7 | 58,5 | 50,8 | 86,6 | 4,8 | 7,2 | 1,7 | 0,8 | 33,7 |
| Carrière | Carrière     | 43 | 43 | 39,8 | 48,5 | 39,2 | 89,1 | 5,2 | 5,2 | 1,0 | 0,4 | 28,0 |